# FC Nitra
El Football Club Nitra es un club de fútbol eslovaco de la ciudad de Nitra. Fue fundado en 1909 y juega en la Cuarta División de Eslovaquia.

## Nombres Históricos
- 1909/11 - Fundado como Nyitrai ÖTTSO
- 1911/19 - Nyitrai TVE
- 1919/21 - Nyitrai SC
- 1921/23 - SK Nitra
- 1923/48 - AC Nitra
- 1948/49 - Sokol Nitra
- 1949 - ZSJ Sokol spojene zavody Nitra
- 1949/53 - ZK KP Nitra
- 1953/56 - DSO Slavoj Nitra
- 1956/66 - TJ Slovan Nitra
- 1966/76 - AC Nitra
- 1976/90 - TJ Plastika Nitra
- 1990/hoy - FC Nitra

## Palmarés

### Torneos nacionales

#### Checoslovaquia
- Liga Nacional de Eslovaquia (1969-93) (3): 1978–79, 1985–86, 1991–92

#### Eslovaquia
- Slovak Second Division (3): 1994–95, 1997–98, 2004–05

### Torneos internacionales
- Intertoto Cup (3): 1972, 1973, 1980

## Participación en competiciones europeas
| Temporada | Competición   | Ronda   | Club                  | Cómputo globlal | Ida     | Vuelta  |
| --------- | ------------- | ------- | --------------------- | --------------- | ------- | ------- |
| 1961      | Copa Mitropa  | Grupo 2 | Inter Bratislava      | 4-3             | 4-3 (F) |         |
| 1961      | Copa Mitropa  | Grupo 2 | AC Torino             | 5-1             | 5-1 (C) |         |
| 1961      | Copa Mitropa  | Grupo 2 | SV Stickstoff Linz    | 4-4             | 4-4 (F) |         |
| 1961      | Copa Mitropa  | 1/2     | Udinese Calcio        | 5-4             | 4-3 (C) | 1-1 (F) |
| 1961      | Copa Mitropa  | F       | Bologna FC 1909       | 2-5             | 2-2 (C) | 0-3 (F) |
| 1989/90   | UEFA Cup      | 1R      | 1. FC Köln            | 1-5             | 1-4 (F) | 0-1 (C) |
| 2006      | Intertoto Cup | 1R      | CS Grevenmacher       | 12-2            | 6-2 (C) | 6-0 (F) |
| 2006      | Intertoto Cup | 2R      | Dnipro Dnipropetrovsk | 2-3             | 2-1 (C) | 0-2 (F) |
| 2008      | Intertoto Cup | 1R      | Neftçi Bakú           | 3-3 u           | 0-2 (F) | 3-1 (C) |
| 2010/11   | Europa League | 1Q      | Győri ETO             | 3-5             | 2-2 (C) | 1-3 (F) |